# Кубок Сербії з футболу 2006—2007
Кубок Сербії з футболу 2006–2007 — 1-й розіграш кубкового футбольного турніру в Сербії після поділу Сербії та Чорногорії на дві незалежні держави. Титул здобула Црвена Звезда.

## Календар
| Раунд       | Дата                         | Матчі | Клуби   |
| ----------- | ---------------------------- | ----- | ------- |
| 1/16 фіналу | 20 вересня - 25 жовтня 2006  | 16    | 32 → 16 |
| 1/8 фіналу  | 25 жовтня - 8 листопада 2006 | 8     | 16 → 8  |
| 1/4 фіналу  | 14 березня 2007              | 4     | 8 → 4   |
| 1/2 фіналу  | 18 квітня 2007               | 4     | 4 → 2   |
| Фінал       | 15 травня 2007               | 1     | 2 → 1   |

## 1/16 фіналу
| Команда 1                     | Рахунок      | Команда 2            |
| ----------------------------- | ------------ | -------------------- |
| 20 вересня 2006               |              |                      |
| Партизан                      | 3:0          | ЧСК Пивара (2)       |
| Воєводина                     | 4:1          | БАСК (2)             |
| Бежанія                       | 4:0          | Мачва (2)            |
| Раднички (Ниш) (2)            | 3:0          | Хайдук (Кула)        |
| Младеновац (2)                | 2:1          | Смедерево            |
| Спартак (2)                   | 0:2          | Младост (Апатин)     |
| Біг Бул (3)                   | 0:4          | ОФК Белград          |
| Тимок (3)                     | 0:1          | Банат                |
| Телеоптик (3)                 | 2:2 пен. 4:5 | Вождовац             |
| Мокра Гора (4)                | 1:1 пен. 3:2 | Борац                |
| Обилич (2)                    | 0:3          | Власина (2)          |
| Срем (Сремська-Митровиця) (2) | 1:0          | Рад (2)              |
| Напредак (2)                  | 3:0          | Явор (2)             |
| Єдинство Путеви (4)           | 1:3          | Чукарички (2)        |
| 25 жовтня 2006                |              |                      |
| Црвена Звезда                 | 3:0          | Севойно (2)          |
| Земун                         | 1:1 пен. 3:5 | Раднички (Пирот) (2) |

## 1/8 фіналу
| Команда 1            | Рахунок      | Команда 2                     |
| -------------------- | ------------ | ----------------------------- |
| 25 жовтня 2006       |              |                               |
| ОФК Белград          | 2:0          | Младост (Апатин)              |
| Банат                | 1:1 пен. 8:7 | Напредак (2)                  |
| Вождовац             | 1:2          | Чукарички (2)                 |
| Партизан             | 2:0          | Срем (Сремська-Митровиця) (2) |
| Младеновац (2)       | 0:1          | Воєводина                     |
| Власина (2)          | 0:0 пен. 2:4 | Бежанія                       |
| 8 листопада 2006     |              |                               |
| Мокра Гора (4)       | 1:2          | Црвена Звезда                 |
| Раднички (Пирот) (2) | 3:1          | Раднички (Ниш) (2)            |

## 1/4 фіналу
| Команда 1            | Рахунок | Команда 2     |
| -------------------- | ------- | ------------- |
| 14 березня 2007      |         |               |
| Младост (Апатин)     | 0:3     | Партизан      |
| Банат                | 1:0     | Бежанія       |
| Чукарички (2)        | 0:2     | Црвена Звезда |
| Раднички (Пирот) (2) | 1:2     | Воєводина     |

## 1/2 фіналу
| Команда 1      | Рахунок | Команда 2 |
| -------------- | ------- | --------- |
| 18 квітня 2007 |         |           |
| Црвена Звезда  | 1:0     | Партизан  |
| Воєводина      | 1:0     | Банат     |

## Фінал
| 15 травня 2007 |

| Црвена Звезда          | 2:0      | Воєводина |
| ---------------------- | -------- | --------- |
| Короман 63' Джокич 85' | Протокол |           |

| Стадіон «Партизан», Белград Глядачів: 17 000 Арбітр: Деян Делевич |